# Ouija Board
Pour les articles homonymes, voir Ouija (homonymie).
Ouija Board (2001-2022) est un cheval de course né en Angleterre de l'union de Cape Cross et Selection Board, par Welsh Pageant.
Entraînée par Ed Dunlop, cette jument appartenant à Edward Stanley fut la no 1 de sa génération et bâtit l'un des plus beaux palmarès des années 2000.

## Carrière de courses

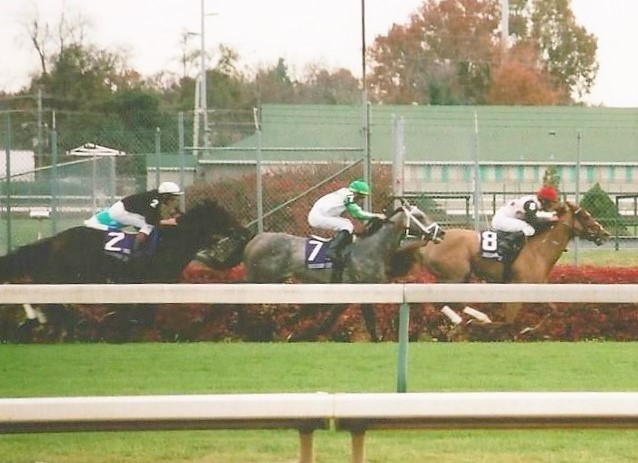
Ouija Board (#2) aborde en troisième position la ligne d'arrivée de la Breeders' Cup Filly & Mare Turf 2006

À 2 ans, elle ne fait que trois sorties, pour une victoire et une troisième place dans une listed race. Plutôt tardive, elle se révèle en 2004, lorsqu'elle fait une rentrée tonitruante (victoire par 6 longueurs) dans une course préparatoire aux Oaks, qu'elle remporte ensuite par 7 longueurs. Quelques semaines plus tard, elle s'offre le doublé Oaks / Irish Oaks et se pose définitivement comme l'une des favorites du Prix de l'Arc de Triomphe. À Longchamp, elle défend bien ses chances, mais doit se contenter de la troisième place derrière Bago et Cherry Mix. Ce sera sa seule défaite en 2004, puisqu'elle s'adjuge fin octobre la Breeders' Cup Filly & Mare Turf.
En 2005, une blessure retarde son retour en compétition, qui intervient seulement en juin, à Ascot, dans les Prince of Wales's Stakes. La course tourne à la catastrophe pour Ouija Board, qui perd un fer et termine 7e, loin derrière Azamour. Elle renoue avec la victoire dès sa sortie suivante, dans un Groupe 3, mais ce sera sa seule victoire de l'année en Europe, puisque sa fin de saison est consacrée aux voyages : elle défend son titre dans la Breeders' Cup Filly & Mare Turf (2e de Intercontinental), puis termine 5e de la Japan Cup d'Alkaseed (qui bat à cette occasion le record du monde des 2 400 mètres en 2'22"10) et termine son année à Hong Kong par une victoire dans le Hong Kong Vase.
Chose rare pour une jument dotée d'un tel palmarès, Ouija Board reste à l'entraînement en 2006. Âgée de 5 ans, elle effectue sa rentrée dans le Dubaï Sheema Classic, où un mauvais déroulement de course la condamne à la quatrième place. En avril, elle retourne à Hong Kong pour la Queen Elizabeth II Cup, dont elle termine troisième dans une arrivée extrêmement serrée. De retour en Angleterre, elle se classe deuxième de Shirocco dans la Coronation Cup. Elle obtient ensuite sa première victoire de l'année dans les Prince of Wales's Stakes, devançant un lot de très haut niveau. Deux semaines plus tard, elle est 5e des Eclipse Stakes, puis remporte les Nassau Stakes à l'arraché devant Alexander Goldrun. Le scénario s'inverse ensuite, puisqu'elle est battue de peu par Dylan Thomas dans les Irish Champion Stakes. En fin d'année, elle réalise l'exploit de remporter une seconde fois la Breeders' Cup Filly & Mare Turf, le huitième groupe 1 de sa carrière, mais elle paie son éprouvante saison par une blessure qui l'empêche de disputer le Hong Kong Vase, et par la même occasion de devenir le cheval anglais le plus riche de l'histoire. Sa troisième place dans la Japan Cup de Deep Impact, où elle fait ses adieux, n'y suffira pas. Néanmoins, elle reçoit un deuxième titre de Cheval de l'année en Europe : c'est alors la première fois qu'un cheval reçoit cette distinction deux fois, et seuls les phénomènes Frankel puis Enable l'imiteront quelques années plus tard.

### Résumé de carrière
| Date         | Hippodrome      | Pays        | Course                          | Statut      | Distance    | Jockey       | Place       | Écart       | Vainqueur ou deuxième | Temps       |
| 2003, 2 ans  | 2003, 2 ans     | 2003, 2 ans | 2003, 2 ans                     | 2003, 2 ans | 2003, 2 ans | 2003, 2 ans  | 2003, 2 ans | 2003, 2 ans | 2003, 2 ans           | 2003, 2 ans |
| ------------ | --------------- | ----------- | ------------------------------- | ----------- | ----------- | ------------ | ----------- | ----------- | --------------------- | ----------- |
| 3 octobre    | Newmarket       | Royaume-Uni | Maiden                          |             | 1 400 m     | E. Ahem      | 3e / 23     | 1 ½         | Secret Charm          | 1'25"77     |
| 21 octobre   | Yarmouth        | Royaume-Uni | Novice Stakes                   | Class D     | 1 400 m     | J. Spencer   | 1er / 6     | 4           | Rydal                 | 1'28"02     |
| 1er novembre | Newmarket       | Royaume-Uni | Montrose Fillies' Stakes        | Listed      | 1 600 m     | J. Spencer   | 3e / 12     | 4           | Spotlight             | 1'38"59     |
| 2004, 3 ans  |                 |             |                                 |             |             |              |             |             |                       |             |
| 2 mai        | Newmarket       | Royaume-Uni | Pretty Polly Stakes             | Listed      | 2 000 m     | K. Fallon    | 1er / 8     | 6           | Sahool                | 2'02"92     |
| 4 juin       | Epsom           | Royaume-Uni | Oaks                            | Gr. 1       | 2 400 m     | K. Fallon    | 1er / 7     | 7           | All Too Beautiful     | 2'35"41     |
| 18 juillet   | Curragh         | Irlande     | Irish Oaks                      | Gr. 1       | 2 400 m     | K. Fallon    | 1er / 7     | 1           | Punctilious           | 2'28"20     |
| 3 octobre    | Longchamp       | France      | Prix de l'Arc de Triomphe       | Gr. 1       | 2 400 m     | J. Murtagh   | 3e / 19     | 1 ½         | Bago                  | 2'25"00     |
| 30 octobre   | Lone Star Park  | États-Unis  | Breeders' Cup Filly & Mare Turf | Gr. 1       | 2 200 m     | K. Fallon    | 1er / 12    | 1 ½         | Film Maker            | 2'18"25     |
| 2005, 4 ans  |                 |             |                                 |             |             |              |             |             |                       |             |
| 15 juin      | Ascot           | Royaume-Uni | Prince of Wales's Stakes        | Gr. 1       | 2 000 m     | J. Spencer   | 7e / 8      | 30          | Azamour               | 2'08"15     |
| 24 septembre | Newmarket       | Royaume-Uni | Princess Royal Stakes           | Gr. 3       | 2 400 m     | L. Dettori   | 1er / 13    | 2 ½         | Briolette             | 2'32"45     |
| 29 octobre   | Belmont Park    | États-Unis  | Breeders' Cup Filly & Mare Turf | Gr. 1       | 2 000 m     | J. Bailey    | 2e / 14     | 1 ¼         | Intercontinental      | 2'02"34     |
| 27 novembre  | Tokyo           | Japon       | Japan Cup                       | Gr. 1       | 2 400 m     | K. Fallon    | 5e / 18     | 2 ¼         | Alkaased              | 2'22"10     |
| 11 décembre  | Sha Tin         | Hong Kong   | Hong Kong Vase                  | Gr. 1       | 2 000 m     | K. Fallon    | 1er / 12    | 2 ¾         | Six Sense             | 2'28"90     |
| 2006, 5 ans  |                 |             |                                 |             |             |              |             |             |                       |             |
| 25 mars      | Nad Al Sheba    | Dubaï       | Dubaï Sheema Classic            | Gr. 1       | 2 400 m     | K. Fallon    | 4e / 14     | 9           | Heart's               | 2'31"89     |
| 23 avril     | Sha Tin         | Hong Kong   | Queen Elizabeth II Cup          | Gr. 1       | 2 000 m     | L. Dettori   | 3e / 13     | encolure    | Irridescence          | 2'02"00     |
| 2 juin       | Epsom           | Royaume-Uni | Coronation Cup                  | Gr. 1       | 2 400 m     | L. Dettori   | 2e / 6      | 1 ¾         | Shirocco              | 2'37"64     |
| 21 juin      | Ascot           | Royaume-Uni | Prince of Wales's Stakes        | Gr. 1       | 2 000 m     | O. Peslier   | 1er / 7     | 1/2         | Electrocutionist      | 2'06"92     |
| 8 juillet    | Sandown         | Royaume-Uni | Eclipse Stakes                  | Gr. 1       | 2 000 m     | C. Soumillon | 5e / 9      | 4           | David Junior          | 2'07"31     |
| 5 août       | Goodwood        | Royaume-Uni | Nassau Stakes                   | Gr. 1       | 2 000 m     | L. Dettori   | 1er / 7     | cte tête    | Alexander Goldrun     | 2'04"47     |
| 9 septembre  | Leopardstown    | Irlande     | Irish Champion Stakes           | Gr. 1       | 2 000 m     | J. Spencer   | 2e / 5      | encolure    | Dylan Thomas          | 2'02"90     |
| 4 novembre   | Churchill Downs | États-Unis  | Breeders' Cup Filly & Mare Turf | Gr. 1       | 2 200 m     | L. Dettori   | 1er / 12    | 2 ¼         | Film Maker            | 2'14"55     |
| 26 novembre  | Tokyo           | Japon       | Japan Cup                       | Gr. 1       | 2 400 m     | L. Dettori   | 3e / 11     | 2 ½         | Deep Impact           | 2'25"10     |

## Au haras
Devenue poulinière, Ouija Board se révèle une reproductrice formidable, en donnant naissance à :
- Australia (Galileo) : Derby d'Epsom, Derby d'Irlande, International Stakes. 3e 2000 Guinées. Étalon de premier plan.
- Frontiersman (Dubawi) : 2e Coronation Cup, Princess of Wales's Stakes (Gr.2).
- Voodoo Prince (Kingmambo) : Easter Cup (Gr.3, Australie). 2e Neville Sellwood Stakes (Gr.3).

## Origines
Miler de haut niveau (double vainqueur des Lockinge Stakes et placé deux fois dans le Prix Jacques Le Marois), Cape Cross, le père de Ouija Board, est l'un des étalons les plus en vogue en Europe, notamment grâce à son plus illustre rejeton, le crack Sea The Stars. Issu lui-même d'un grand étalon, Green Desert, et de la championne Park Appeal (Moyglare Stud Stakes, Cheveley Park Stakes), il fait la monte à 35 000 € (après avoir été tarifé à 50 000 €).
Quant à la mère de Ouija Board, elle est issue du bon miler Welsh Pageant et d'une jument placée de groupe.

### Pedigree
| Origines de Ouija Board (GB), jument baie née en 2001 | Origines de Ouija Board (GB), jument baie née en 2001 | Origines de Ouija Board (GB), jument baie née en 2001 | Origines de Ouija Board (GB), jument baie née en 2001 |
| ----------------------------------------------------- | ----------------------------------------------------- | ----------------------------------------------------- | ----------------------------------------------------- |
| Père Cape Cross 1994                                  | Green Desert 1983                                     | Danzig 1977                                           | Northern Dancer                                       |
| Père Cape Cross 1994                                  | Green Desert 1983                                     | Danzig 1977                                           | Pas De Nom                                            |
| Père Cape Cross 1994                                  | Green Desert 1983                                     | Foreign Courier 1979                                  | Sir Ivor                                              |
| Père Cape Cross 1994                                  | Green Desert 1983                                     | Foreign Courier 1979                                  | Courtly Dee                                           |
| Père Cape Cross 1994                                  | Park Appeal 1982                                      | Ahonoora 1975                                         | Lorenzaccio                                           |
| Père Cape Cross 1994                                  | Park Appeal 1982                                      | Ahonoora 1975                                         | Helen Nichols                                         |
| Père Cape Cross 1994                                  | Park Appeal 1982                                      | Balidaress 1973                                       | Balidar                                               |
| Père Cape Cross 1994                                  | Park Appeal 1982                                      | Balidaress 1973                                       | Innocence                                             |
| Mère Selection Board 1982                             | Welsh Pageant 1966                                    | Tudor Melody 1956                                     | Tudor Minstrel                                        |
| Mère Selection Board 1982                             | Welsh Pageant 1966                                    | Tudor Melody 1956                                     | Matelda                                               |
| Mère Selection Board 1982                             | Welsh Pageant 1966                                    | Picture Light 1954                                    | Court Martial                                         |
| Mère Selection Board 1982                             | Welsh Pageant 1966                                    | Picture Light 1954                                    | Queen of Light                                        |
| Mère Selection Board 1982                             | Ouija 1971                                            | Sally Season 1962                                     | Tom Fool                                              |
| Mère Selection Board 1982                             | Ouija 1971                                            | Sally Season 1962                                     | Double Deal                                           |
| Mère Selection Board 1982                             | Ouija 1971                                            | Samanda 1956                                          | Alycidon                                              |
| Mère Selection Board 1982                             | Ouija 1971                                            | Samanda 1956                                          | Gradisca (famille 12-b)                               |